# Planet der Affen (2001)
Planet der Affen (Originaltitel: Planet of the Apes) ist ein Science-Fiction-Film aus dem Jahr 2001 von Tim Burton und zugleich die Neuverfilmung des gleichnamigen Klassikers Planet der Affen von 1968. Wie die Erstverfilmung basiert er auf dem Roman Planet der Affen (Originaltitel: La planète des singes) von Pierre Boulle. Der Film startete am 30. August 2001 in den deutschen Kinos.

## Handlung
Im Jahr 2029 bildet der Astronaut Leo Davidson an Bord der Raumstation Oberon der United States Air Force Menschenaffen, deren Chromosome gentechnisch verändert wurden, für Weltraumoperationen aus. Als ein herannahender elektromagnetischer Sturm gesichtet wird, entsendet die Oberon zu dessen näherer Erkundung den Schimpansen Pericles in einer Weltraumkapsel in den Sturm. Kurz darauf weicht die Kapsel von ihrem Kurs ab und die Raumstation verliert jeglichen Kontakt zu ihr. Daraufhin widersetzt sich Leo dem Befehl seines Vorgesetzten und fliegt selbst in einer weiteren Raumkapsel hinterher. Als er sich dem Sturm nähert, gerät er in ein wurmlochähnliches Phänomen und verliert die Kontrolle über die Kapsel. Während diese sich einem unbekannten Planeten nähert, beobachtet Leo seine Datumsanzeige im Cockpit, die um mehrere hundert Jahre nach vorne schnellt. Leos Kapsel stürzt in einen Teich, der von dichtem Urwald umgeben ist, und versinkt darin. Es gelingt Leo gerade noch, sich zu retten.
Im Dschungel kommen Leo Menschen entgegen, die von sprechenden Affen gejagt werden. Er wird zusammen mit ihnen gefangen genommen und an den Orang-Utan und Menschenhändler Limbo verkauft. So erfährt Leo, dass auf diesem Planeten Affen die herrschende Rasse sind und Menschen als Sklaven gehalten werden. Einzig die Schimpansin Ari, Tochter von Senator Sandar, setzt sich für die Rechte der Menschen ein. Sie beschließt, Leo und eine Menschenfrau namens Daena zu kaufen, die nun als Diener im Hause von Senator Sandar arbeiten sollen, bevor Limbo sie mit seinem Brandzeichen versehen kann. Dies missfällt dem Schimpansen-General Thade, der Ari begehrt und die Menschen verachtet.
Leo bittet seine Mitgefangene Daena um Hilfe bei der Suche nach seiner Absturzstelle, um seine Ausrüstung aus dem Wrack der Kapsel bergen zu können. Gemeinsam mit dem Hausmenschen Tival fliehen sie und befreien Daenas Vater Karubi, ihren jüngeren Bruder Birn sowie einen weiteren Sklaven namens Gunnar. Ari und der Gorilla Krull helfen ihnen dabei. Krull war ein ehemaliger General, der durch seinen Dienst als Hausangestellter für Senator Sandar zu Aris Vertrautem wurde. Während der Flucht aus der Stadt opfert Karubi sein Leben, um der Gruppe Vorsprung zu verschaffen, indem er sich dem Gorilla-Hauptmann Attar in den Weg stellt. Kurz darauf birgt Leo einige Gegenstände aus dem Wrack seiner Kapsel, darunter ein Gerät, mit dem er die Raumstation orten kann, und erfährt so, dass diese sich ebenfalls auf dem Planeten befindet. In der Zwischenzeit ruft Senator Sandar das Kriegsrecht aus, nachdem General Thade ihm weisgemacht hat, dass Ari von den Menschen entführt worden sei und er sie mit allen Mitteln befreien wolle. In Wahrheit benötigt Thade jedoch allein die damit verbundene uneingeschränkte Vollmacht, um den Planeten endgültig von allen Menschen zu säubern.
Leos Gruppe betritt derweil – dem Signal von Leos Ortungsgerät folgend – die „verbotene Zone“, in der sich die heiligen Ruinen von Calima befinden sollen und gemäß den heiligen Schriften der Affen die Schöpfung mit dem ersten Affen namens Semos begann. Calima entpuppt sich als das Wrack der Raumstation Oberon, die ebenfalls auf dem Planeten abgestürzt ist, wobei es aber nicht zu dem Zeitsprung kam, der Leo widerfuhr. So strandete die Oberon bereits vor vielen tausend Jahren auf dem Planeten. Die letzten Videoaufzeichnungen der Crew belegen, dass der Schimpanse Semos die übrigen Affen in der Station befreite und eine Meuterei gegen die Menschen anzettelte. Die überlebenden Menschen und Affen besiedelten darauf den vormals unbewohnten Planeten. Die Affen schufen ihre eigene – überlegene – Zivilisation, unterjochten die Menschen und verehren seither Semos, den ersten Affen, wie einen Heiligen.
General Thade rückt mit seiner Armee von Affen zu der Ruine vor und beginnt mit dem Angriff auf Leos Gruppe, der sich inzwischen hunderte Menschen angeschlossen haben, weil sie in Leo ihren Erlöser sehen. Dieser lässt mit dem verbliebenen Treibstoff des Raumschiffes eine Explosionswelle auf die erste Angriffswelle der Affen los. Weitere Affenkrieger und Menschen stoßen aufeinander und die Schlacht beginnt. Mitten im Gefecht erscheint plötzlich die vermisste Raumkapsel mit dem Schimpansen Pericles am Himmel und landet auf dem Schlachtfeld. Die anwesenden Affen interpretieren seine Ankunft als die prophezeite Rückkehr von Semos; die Kampfhandlungen werden unterbrochen und die Affen verneigen sich vor Pericles. Da der Schimpanse seinen Betreuer Leo offensichtlich als sein Herrchen erkennt und sich auch dementsprechend verhält, sieht Thade seinen Plan zur Vernichtung der Menschheit in Gefahr. Er folgt Pericles und Leo in die Ruine und greift den Letztgenannten an. Bei dem Versuch, Leo zu helfen, wird Pericles schwer verletzt. Ari beobachtet, wie er sich winselnd in seinem ehemaligen Tierkäfig verkriecht. Leo gelingt es, Thade in der ehemaligen Kommandozentrale einzusperren. Als alle seine Versuche, dem Raum zu entkommen, scheitern, gibt Thade schließlich auf. Der zwischenzeitlich neu entbrannte Kampf wird eingestellt. Die übrigen Affen und Menschen wollen von nun an in Frieden zusammenleben.
Daraufhin verabschiedet sich Leo von seinen neu gewonnenen Freunden und verlässt mit der intakten Raumkapsel den Planeten. Pericles lässt er in Aris Obhut zurück. Im Weltraum gelangt Leo mittels des elektromagnetischen Sturms zurück in seine Zeit und auf die Erde. Er legt in Washington, D.C. eine Bruchlandung hin, auf den Stufen des Denkmals, das er als das Lincoln Memorial kennt. Die Lincoln-Statue stellt sich allerdings als die von General Thade heraus, der laut der Inschrift als der Retter des Planeten verehrt wird. Kurz darauf wird Leo von Polizisten, Feuerwehrmännern und Fernsehteams umzingelt, und muss erkennen, dass es allesamt Affen sind.

## Synchronisation
Die deutsche Synchronisation entstand in den Ateliers der Interopa Film GmbH in Berlin. Dialogbuch und -regie führte Tobias Meister.
| Rolle                   | Darsteller            | Deutsche Stimme   |
| ----------------------- | --------------------- | ----------------- |
| Captain Leo Davidson    | Mark Wahlberg         | Oliver Mink       |
| General Thade           | Tim Roth              | Udo Schenk        |
| Ari                     | Helena Bonham Carter  | Melanie Pukaß     |
| Hauptmann Attar         | Michael Clarke Duncan | Tilo Schmitz      |
| Limbo                   | Paul Giamatti         | Wolfgang Ziffer   |
| Daena                   | Estella Warren        | Irina Wanka       |
| Krull                   | Cary-Hiroyuki Tagawa  | Michael Christian |
| Senator Sandar          | David Warner          | Jürgen Thormann   |
| Karubi                  | Kris Kristofferson    | Thomas Fritsch    |
| Tival                   | Erick Avari           | Norbert Gescher   |
| Birn                    | Luke Eberl            | Wanja Gerick      |
| Gunnar                  | Evan Parke            | Tobias Meister    |
| Lt. General Karl Vasich | Chris Ellis           | Bodo Wolf         |
| Nado                    | Glenn Shadix          | Bert Franzke      |
| Zaius                   | Charlton Heston       | Karl Heinz Oppel  |

## Hintergrund
Mit Charlton Heston (Zaius, Thades Vater) und Linda Harrison (Frau im Gefängniswagen) haben im Film zwei Darsteller einen Gastauftritt, die in der Erstverfilmung zuvor als Colonel George Taylor bzw. als Nova zu sehen waren. Tim Roth (Darsteller von General Thade) fühlte sich in der Szene mit Charlton Heston (der seinen Vater Zaius darstellt) sehr unwohl, da er als engagierter Befürworter der Reglementierung von Waffenbesitz in direkter Opposition zu Charlton Heston stand, der sich als Präsident der National Rifle Association massiv für die freie Verbreitung von Waffen einsetzte. Zudem wird die Szene, in der er eine Waffe aus den Händen von Heston erhält, von einer Pro-Waffen-Botschaft getragen. Roth bezeichnete den Waffenfreund Heston als Monster und gab auch an, dass er die Rolle nicht akzeptiert hätte, hätte er vorab gewusst, dass er eine solche Szene mit Heston haben würde.
Die Affen-Masken wurden von dem Maskenbildner Rick Baker kreiert. Er hat im Film einen Gastauftritt als alter Affe an einer Wasserpfeife. Das Brandzeichen, mit dem die Affen Menschen kennzeichnen, findet man auf dem Logo der Raumstation Oberon wieder. Die Bezeichnung CALIMA für die heiligen Ruinen wurde von einem Schild der Raumstation mit der Aufschrift „caution live animals“ abgeleitet, bei dem die fehlenden Buchstaben verdeckt waren.
Die Figur des Leo Davidson wird im Film als der Erlöser und Heiland der primitiven Menschen angesehen, zudem sind sowohl Vor- als auch Nachname eine christliche Anspielung: Mit Leo (übersetzt als Löwe) wird Jesus als Löwe aus dem Stamme Juda bezeichnet, ebenso gilt Davidson (übersetzt als der Sohn von David) als Bezeichnung für Jesus (siehe auch Vorfahren Jesu).
Der Regisseur Tim Burton wehrte sich gegen den Begriff „Neuverfilmung“ und wollte seinen Film lieber als „Neuinterpretation“ verstanden wissen, der zwar dasselbe Ausgangsmaterial wie die Verfilmung von 1968 verwendet, aber eine andere Geschichte erzählt.
Gerüchten, nach denen verschiedene Enden für den Film gedreht worden seien, widersprach Tim Burton. Es gab lediglich Überlegungen, die Raumkapsel statt am Lincoln Memorial an einem anderen bekannten Ort, wie dem Yankee Stadium notlanden zu lassen. Gedreht wurde jedoch nur die eine Version.

## Produktionskosten und Einspielergebnis
Der Film hatte bei geschätzten 100 Mio. $ Produktionskosten ein Einspielergebnis von 180 Mio. $ in den USA und Kanada. Weltweit spielte er etwa 362 Mio. $ ein. Trotz des finanziellen Erfolges entschied sich Fox gegen eine Fortsetzung.

## Unterschiede
In der Erstverfilmung spielte die Handlung auf einer zukünftigen Erde, nun spielt sie auf einem fremden Planeten. Auch werden hier Schimpansen als Krieger dargestellt, die in der Erstverfilmung noch Pazifisten waren. Menschenversuche, die in der Fassung von 1968 gezeigt wurden, kommen hier nicht vor. In dieser Version gibt es auch sogenannte Hausmenschen, die Diener der Affen darstellen und in der Hierarchie über den normalen (wilden) Menschen stehen. Ebenso besitzen alle Menschen in Tim Burtons Film die Fähigkeit zu sprechen, was im ersten Film kein Mensch (außer dem Zeitreisenden Taylor) konnte. Die Figur des General Thade kommt weder in der Verfilmung von 1968 noch im Roman vor, die einzigen in den alten Filmen erwähnten Affengeneräle hießen Ursus und Aldo.
Das „neue“ Ende kam bei vielen Kritikern und Fans im Vergleich zum Ende der Erstverfilmung nicht gut an. Tatsächlich hält sich dieses Ende aber im Gegensatz zum berühmten Ende der 1968er-Fassung (das für den Film frei erfunden wurde) eng an die Romanvorlage. Denn auch in der Romanvorlage kehrt der Protagonist vom Planeten der Affen (der nicht mit der Erde identisch ist) auf seine Erde zurück, wo er eine Welt vorfindet, die von Affen beherrscht wird. Wegen der Weltraumreise mit extrem hoher Geschwindigkeit (siehe Zeitdilatation) sind dort bereits Jahrhunderte vergangen, in denen die Affen die dominante Spezies der Erde geworden sind.
Laut Burton selbst war es für ihn wichtig, den Film mit einem Bild zu beenden, hinter dem ein Fragezeichen steht, und nicht alles für den Zuschauer zu erklären.

## Kritiken
„Von der Skepsis gegenüber der menschlichen Gesellschaft, die Charlton Heston als zynischer Colonel Taylor im Original so bravourös darstellte, ist bei Wahlbergs Davidson nichts geblieben als ein muskelbepackter Macho, der die ignorante und eindimensionale Politik George W. Bushs nahezu perfekt verkörpert: Die Affen wollen uns unterdrücken? Von wegen, die machen wir platt!“

„Die Konflikte innerhalb der Affengesellschaft – bei Schaffner noch ein Dreiklassensystem aus Orang-Utans, Schimpansen und Gorillas – sind auf ein Minimum reduziert. Wissenschaft und höhere Technologie gibt es diesmal nicht. Stattdessen bilden ‚die Affen‘ eine zutiefst archaische und tendenziell homogene Einheit, aus der nur die Schimpansin Ari (Helena Bonham Carter) als Rebellin heraussticht. Die kulturellen Differenzen aus Schaffners Film werden auf die Ausnahmefigur der mitfühlenden Frau reduziert. Und genau diese Verlagerung von Gesellschaft auf Individualität, von Komplexität auf Einfachheit, dominiert Burtons Planet der Affen. Selbst das Geheimnis um die Existenz des mysteriösen Planeten führt diesmal nicht zu einer Verfehlung der Menschheit oder der Mächtigen zurück, sondern zum Fehler eines Einzelnen. […] In diesem Sinne verdreht Tim Burtons Planet der Affen fast alle selbst- und kulturkritischen Momente der alten Filme in ihr Gegenteil: Vorgegebene Gegensätze werden weniger erschüttert als bestätigt, Technologie ist ein Segen und die Bombe keine Bedrohung mehr. Im Gegenteil ist es hier die Schusswaffe, die den Menschen über den Affen erhebt, und eine Bombe hilft den finalen Kampf Mensch gegen Affe zu entscheiden, damit am Ende Frieden kommt.“

„Der neue ‚Planet der Affen‘ zeigt zwar das typisch düstere, entschieden Gothic-inspirierte Burton-Universum, doch die Geschichte der Unterdrückung menschlicher Kreaturen in einem autoritär geführten Affenstaat scheint dem Regisseur fremd zu bleiben. […] Beide Filmversionen gehen auf den Roman von Pierre Bouille zurück, doch Burtons Remake bläht den Stoff zum Abenteuer-Monumentalfilm auf. Der Diskurs über Evolution, Rassismus und Kultur ist bei Burton Beigabe zum Abendessen beim Senator; zudem wird der Gehalt des Stoffs entschärft, indem die eigentlich vom Staat ausgehende Gewalt nun vornehmlich in der Psychopathologie eines Einzelnen, nämlich Thades, verankert wird. Darin ist dieser ‚Planet der Affen‘ ganz ein Produkt, das der Ära des Niedergangs politischer Utopien folgt. […] Die Verbindung von legendärem Originalstoff, technischer Aufrüstung, Pathos, Monumentalismus und Wahlberg-Superstar machen diesen ‚Planet der Affen‘ jedenfalls zum ersten Mainstream-Film Tim Burtons“

„Bei [Burton] beginnt die Irrfahrt des Space-Kadetten Leo Davidson (Mark Wahlberg) in einer Art Replik auf Stanley Kubricks ‚Odyssee‘. Fast meint man, der Film knüpfe nach dem Knochenwurf an, mit dem Kubrick von der Affenwelt ins All schaltete. Burtons Evolution schreitet aber nicht ohne Ironie voran. Er lässt im Raumschiff Affen und Soldaten die gleichen Aufgaben erledigen, nur im Ernstfall wird das Tier noch vor dem Menschen geopfert. […] Ganz erste Wahl ist Burton ohnehin nicht gewesen: 1994 wollte Oliver Stone eine ähnliche Geschichte mit Arnold Schwarzenegger als schießfreudigem Primatenforscher filmen, drei Jahre später zeigte sich James Cameron an dem ‚Apes‘-Thema interessiert, entschied sich dann aber für ‚Titanic‘.“

„Neuauflage des gleichnamigen Erfolgfilms aus dem Jahr 1968, der sich vor allem durch die Perfektion der Masken und das fantastische Design von seinem Vorgänger unterscheidet. Von Regisseur Tim Burton mit sozialen Querverweisen, biblischen Allegorien und versteckter Ironie angereichert, jedoch weniger exzentrisch und widerborstig als seine früheren Filme.“

## Auszeichnungen
Die Filmmusik von Danny Elfman wurde mit dem BMI Film & TV Awards ausgezeichnet.
Die Deutsche Film- und Medienbewertung FBW in Wiesbaden verlieh dem Film das Prädikat wertvoll.
Der Film erhielt Goldene Himbeeren für die schlechteste Neuverfilmung, schlechteste Nebendarstellerin (Estella Warren) und für den schlechtesten Nebendarsteller (Charlton Heston).